# دونالد سميث (مغني أوبرا)
دونالد سميث (بالإنجليزية: Donald Smith)‏ هو مغني أوبرا أسترالي، ولد في 27 يوليو 1922، وتوفي في 1 ديسمبر 1998.

## وصلات خارجية
- دونالد سميث على موقع ميوزك برينز (الإنجليزية)